# Henk Vogels (arquero)
Henderikus Arnoldus Martinus Vogels (conocido como Henk Vogels; Eindhoven, 19 de junio de 1964) es un deportista neerlandés que compitió en tiro con arco, en la modalidad de arco recurvo.
Ganó una medalla de bronce en el Campeonato Mundial de Tiro con Arco al Aire Libre de 1993, dos medallas en el Campeonato Europeo de Tiro con Arco al Aire Libre, en los años 1990 y 2000, y una medalla de bronce en el Campeonato Europeo de Tiro con Arco en Sala de 1998.

## Palmarés internacional
| Campeonato Mundial al Aire Libre | Campeonato Mundial al Aire Libre | Campeonato Mundial al Aire Libre | Campeonato Mundial al Aire Libre |
| Año                              | Lugar                            | Medalla                          | Prueba                           |
| -------------------------------- | -------------------------------- | -------------------------------- | -------------------------------- |
| 1993                             | Antalya (Turquía)                | Medalla de bronce                | Equipo                           |
| Campeonato Europeo al Aire Libre |                                  |                                  |                                  |
| Año                              | Lugar                            | Medalla                          | Prueba                           |
| 1990                             | Barcelona (España)               | Medalla de bronce                | Equipo                           |
| 2000                             | Antalya (Turquía)                | Medalla de plata                 | Equipo                           |
| Campeonato Europeo en Sala       |                                  |                                  |                                  |
| Año                              | Lugar                            | Medalla                          | Prueba                           |
| 1998                             | Oldenburgo (Alemania)            | Medalla de bronce                | Insdividual                      |